# Rambaldo I di Collalto
Rambaldo I di Collalto (fl. X secolo) è stato un nobile feudatario italiano considerato il capostipite della famiglia Collalto.

## Biografia
Il 25 ottobre 958 (o 959) il re d'Italia Berengario II e suo figlio Adalberto emisero un diploma con il quale gli donavano, probabilmente ex novo, la curia di Lovadina, con tutte le sue pertinenze, e il vicino bosco del Montello. Si trattava di zone strategiche, situate presso alcuni guadi sul fiume Piave; il sovrano era evidentemente interessato a difendere la Marca Veronese (da cui dipendeva anche il Trevigiano) dopo che questa era stata devastata dagli Ungari nei decenni precedenti.
Nel documento Rambaldo viene detto dilecto fideli nostro, ma non compare alcun riferimento alla carica di conte di Treviso. Il titolo è però attestato in uno scritto del 971 quando lo stesso Rambaldo, testimone ad un placito tenuto a Verona dal patriarca di Aquileia Reginaldo, è indicato come Comes Comitato Tarvisianense. Si presume, di conseguenza, che egli fosse stato nominato tale tra il 960 e il 971.
Sappiamo, inoltre, che Rambaldo aveva sposato la figlia di Berengario, Gisla(non vi sono riscontri). Tutto questo suggerisce che i primi membri della famiglia avessero aderito al partito dell'imperatore del Sacro Romano Impero nella lotta che oppose quest'ultimo al Papato (erano gli anni del Privilegium Othonis). Ne è ulteriore prova il diploma emesso nel 980 dall'imperatore Ottone II con il quale trasmetteva al conte di Treviso i diritti di Camera Regia sui suoi possedimenti nel comitato di Ceneda, compresi tra i torrenti Soligo e Raboso.

## Discendenza
Da Gesilla o Gisla, figlia di Berengario II, Rambaldo ebbe almeno tre figli:
- Rambaldo II, conte nel Trevigiano, sposò Gisla di Paoluccio console di Padova, ricordato fino al 1038;
- Bianchino I o Guitcillo, signore di Lovadina, ritenuto capostipite della famiglia dei da Camino;
- Giberto I o Gaiberto I o Gariberto I, conte nella Marca Trevigiana[4].